# Первушино (Башкортостан)
Первушино (баш. Первушин) — село в Кушнаренковском районе Башкортостана, входит в состав Старокамышлинского сельсовета.

## Население
| 2002 | 2009 | 2010 |
| ---- | ---- | ---- |
| 503  | ↘483 | ↘440 |

## Географическое положение
Расстояние до:

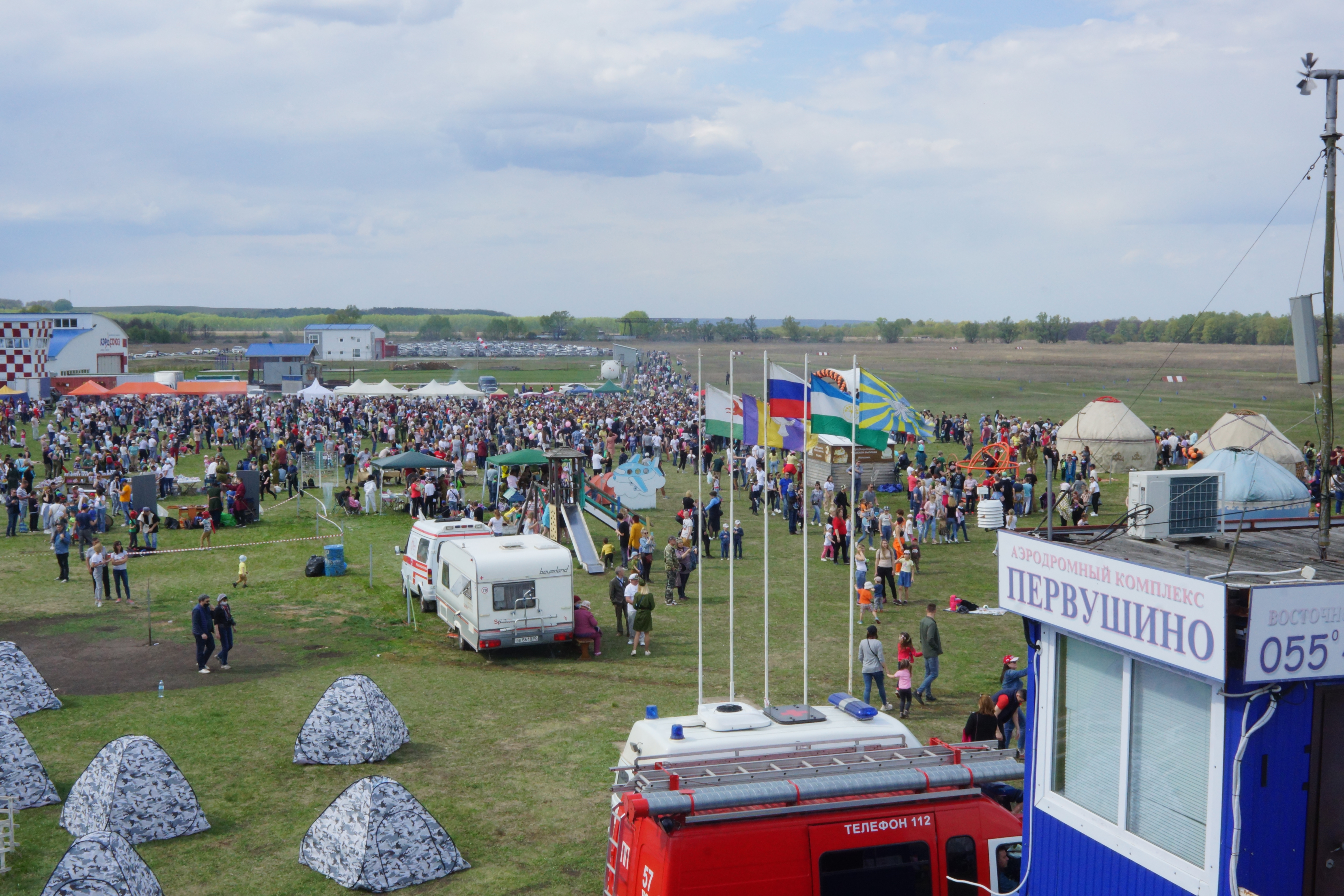
Авиашоу на аэродроме Первушино, 2021 г.

- районного центра (Кушнаренково): 38 км,
- центра сельсовета (Старые Камышлы): 10 км
- ближайшей ж/д станции (Уфа): 40 км.

## Инфраструктура
Рядом расположен одноименный аэродром малой авиации.